# Altenhagen (Auetal)
Altenhagen ist einer der 16 Ortsteile der Gemeinde Auetal im Landkreis Schaumburg in Niedersachsen.

## Geographie
Der Ort liegt vier Kilometer nordöstlich von Rehren und einen Kilometer südwestlich von Schoholtensen. Nordwestlich grenzen die Bückeberge an.

## Geschichte
Am 1. Dezember 1910 hatte der Ort 122 Einwohner und gehörte zum Kreis Rinteln. Am 1. März 1974 wurde Altenhagen in die Gemeinde Schoholtensen eingegliedert, und bereits am 1. April 1974 wurde die neue Gemeinde aufgelöst und der neuen Gemeinde Auetal zugewiesen.

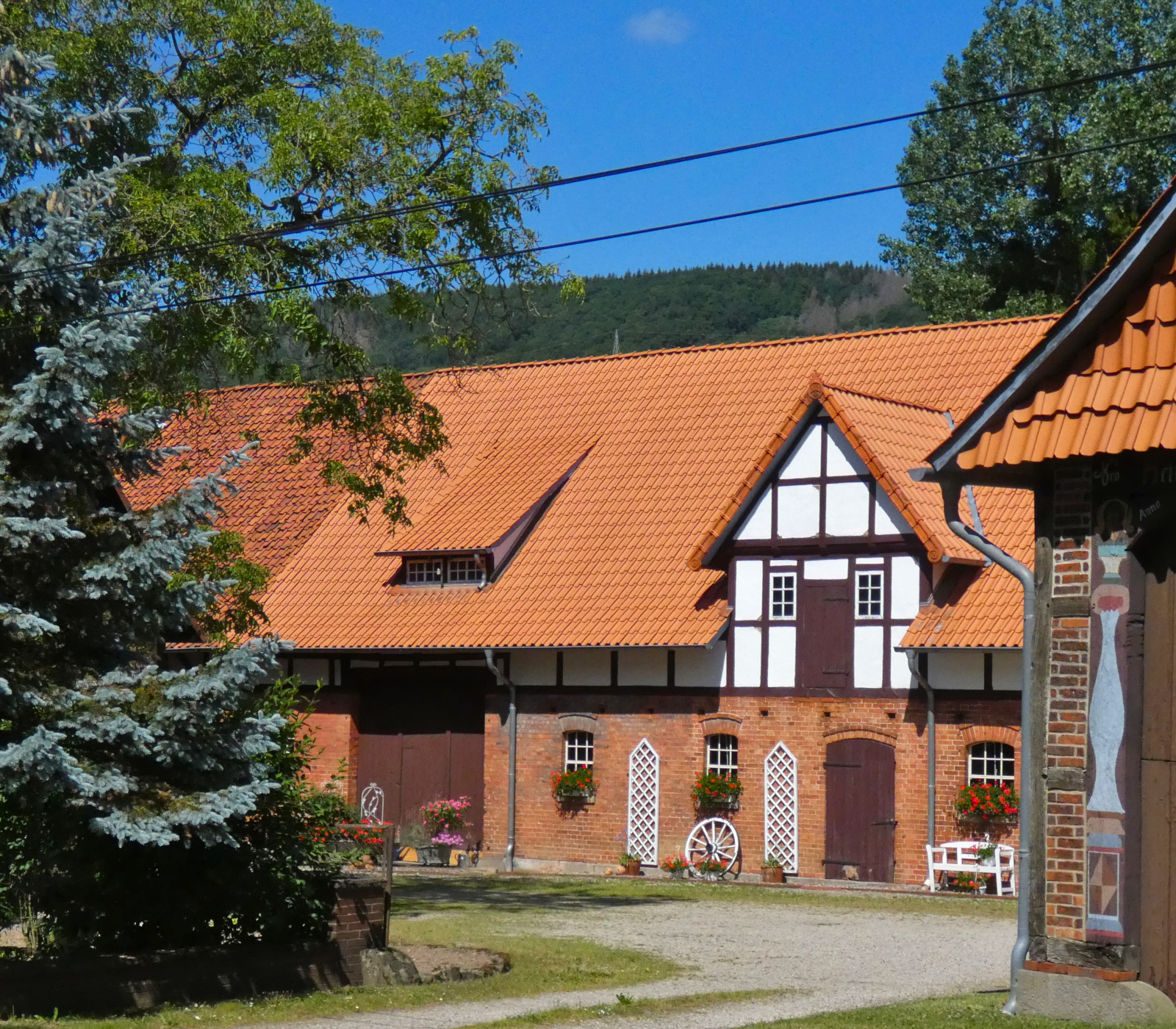
Baudenkmal
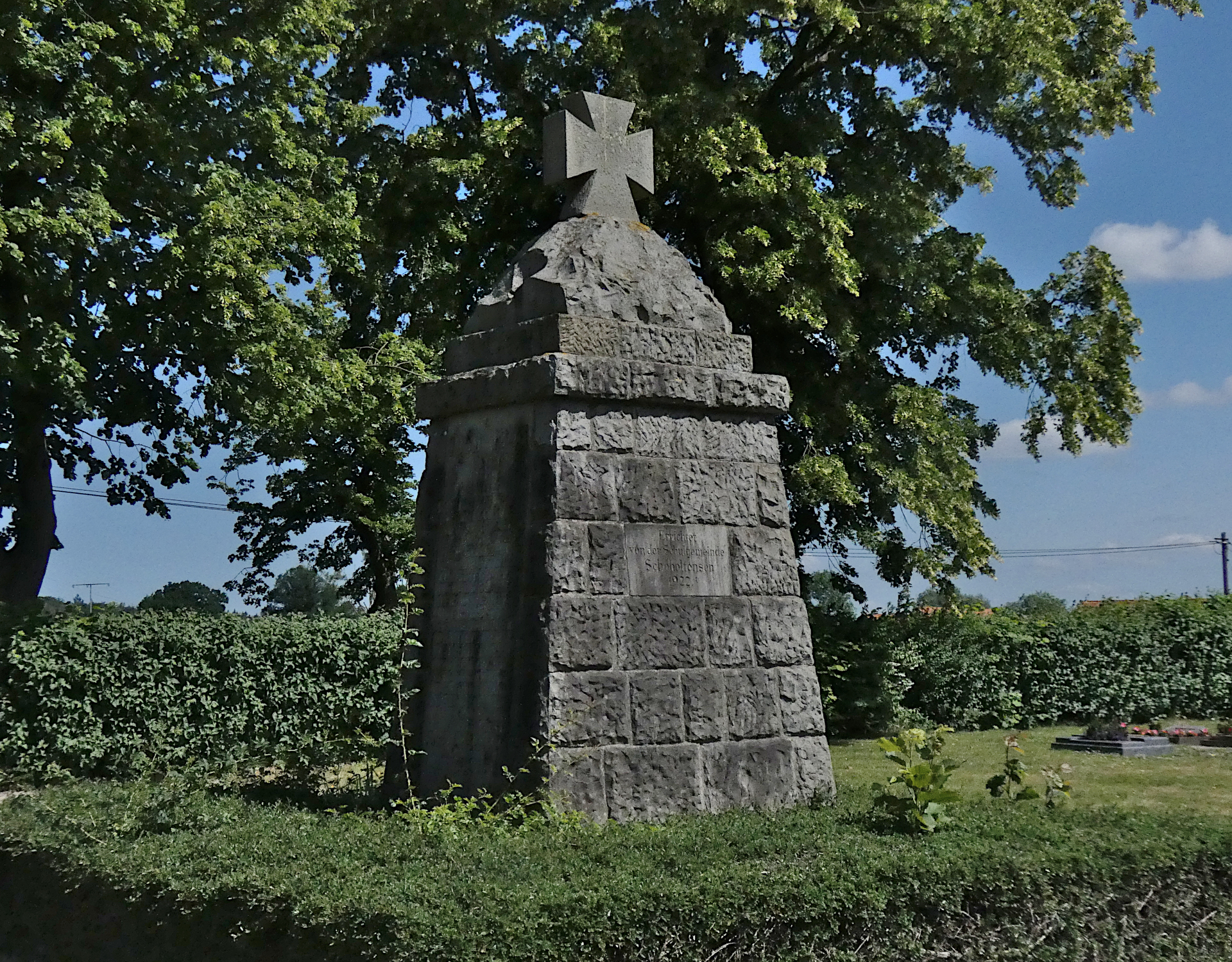
Kriegerdenkmal
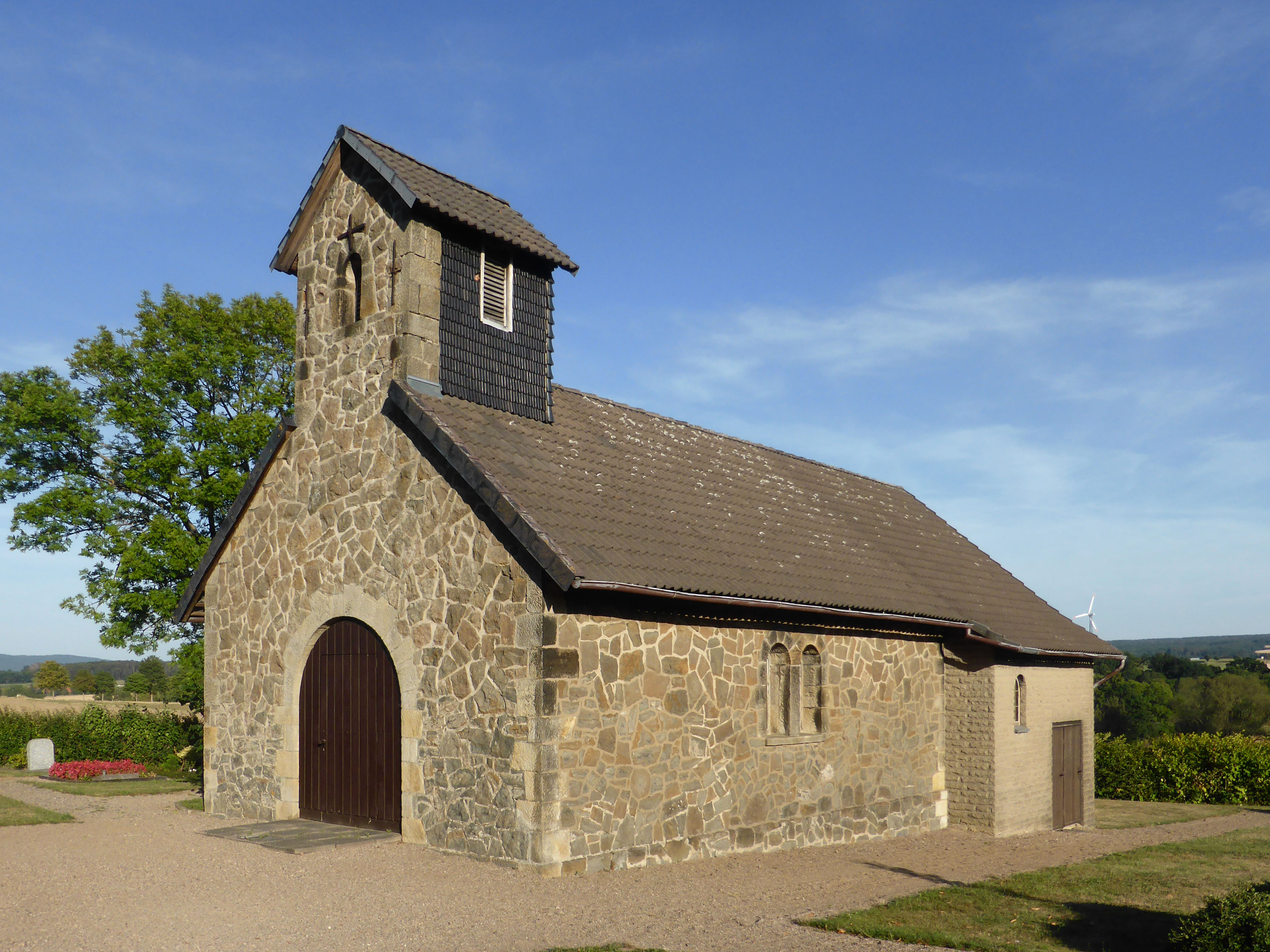
Friedhofskapelle

## Persönlichkeiten
- Heinrich Gustav Konrad Battermann (1816–1882), Mitglied der Zweiten Kammer der kurhessischen Ständeversammlung